# Callipero
Callipero (лат.)— род усачей трибы Acanthocinini из подсемейства ламиин.

## Описание
Коренастые жуки с булавовидными бёдрам. От близких групп отличается следующими признаками: переднегрудь без боковых бугорков; надкрылья без центробазального гребня или продольного валика; мезовентральный отросток не бугорчатый; антенномер VII слегка увеличен; бёдра без длинных щетинок; окраска с металлическим оттенком.

## Классификация и распространение
В составе рода 2 вида. Встречаются в Южной Америке.
- Callipero bella Bates, 1864
- Callipero formosa Monné, 1998[4]